# Musick to Play in the Dark²
Musick to Play in the Dark² – album Coila wydany po raz pierwszy w 2000 roku jako podwójny album na winylu 12’’. 
Musick to Play in the Dark² był drugim z albumów zawierających tzw. "muzykę księżycową" (moon music). Poprzednim był Musick to Play in the Dark.
W utworze "An Emergency" śpiewa Rose McDowall.
W tekście "Where are you?" znajdują się słowa "anaesthetised in A.E.", co może odnosić się do pseudonimu artystycznego George'a Williama Russella, jednego z ulubionych pisarzy Balance'a.
Słowa "Batwings (A Limnal Hymn)" zawierają wiele odniesień do "Musaeum Clausum" Sir Thomasa Browne'a. Utwór został zagrany na uroczystości pogrzebowej Johna Balance'a. Słowa szeptane przy początku utworu to "The key to joy is disobedience; there is no guilt, there is no shame". Krótsza wersja "Batwings (A Limnal Hymn)" znalażła się na rosyjskiej składance Пособие для начинающих: Глас Сéребра.
Album jest obecnie dostępny w formacie CD i plików do ściągnięcia na oficjalnej stronie Coil, Thresholdhouse.com.

## Wydania
Pierwsze 1000 egzemplarzy trafiło do zamawiających Coil Presents Time Machines jako bonus. 
Kolejne edycje były wydane na dwóch 12’’-winylach i były to:
1. Limitowana standardowa edycja 1300 kopii
2. Specjalna edycja limitowana do 50 egzemplarzy, wydanych na jasnoniebieskiej i jasnozielonej płycie winylowej
3. Limitowana edycja podpisanych przez Balance'a 60 egzemplarzy: według Brainwashed.com "ametystowej barwy winyl w białej obwolucie z obrazem przedstawiającym księżyc i drzewa na froncie, namalowany ręcznie, opatrzony informacją, że "nadaje się do oprawienia (ale ostrożnie ze światłem słonecznym!)" i dwoma podpisanymi kopiami. Płyty znajdują się w białych kopertach, na stronie czwartej do koperty przyczepiony jest złoty listek[3]
4. Specjalne wydanie "Trauma" limitowane do 26 kopii, oznaczonych od A do Z, jednak według innych źródeł kopii jest 13 (dwie litery na egzemplarz). "[Płyty] zostały wytłoczone w białym winylu z białymi czystymi okładkami, na których znajduje się krew Johna Balance'a, rozmazana podczas "psychotycznego/demonicznego epizodu". Dodatkowo edycja ta zawierała okładki i obrazy edycji "ametystowej". Początkowo, tylko 11 kopii było przeznaczonych do sprzedaży, a pozostałe trzymano w osobistym archiwum Coil, jednak liczba egzemplarzy przeznaczonych do sprzedaży została zwiększona z powodu dużego popytu (Brainwashed.com)[4].

Na winylu wytłoczone są następujące teksty: Strona A: "REFLECTING THE MIRROR OF THE SEA" Strona B: "HATHOR IS THE COW THAT JUMPED OVER THE MOON" Strona C: "LAST ONE OUT TURN OFF THE LIGHTS" Czwarta strona jest całkiem nierówna, na kształt księżycowych kraterów.

## Spis utworów

### CD
1. "Something" – 5:02
2. "Tiny Golden Books" – 12:19
3. "Ether" – 11:32
4. "Paranoid Inlay" – 7:17
5. "An Emergency" – 1:18
6. "Where Are You?" – 7:53
7. "Batwings (A Limnal Hymn)" – 11:32

### 2X12"
Strona A:
1. "Something" - ?
2. "Tiny Golden Books" - ?

Strona B:
1. "Ether" - ?
2. "Paranoid Inlay" - ?

Strona C:
1. "An Emergency" - ?
2. "Where Are You?" - ?
3. "Batwings (A Limnal Hymn)" - ?

### Twórcy
- John Balance
- Peter Christopherson
- Thighpaulsandra
- Rose McDowall – śpiew w "An Emergency"